# Asura truncata
Asura truncata är en fjärilsart som beskrevs av Rothschild 1913. Asura truncata ingår i släktet Asura och familjen björnspinnare. Inga underarter finns listade i Catalogue of Life.